# Франкенштейн должен быть уничтожен
«Франкенштейн должен быть уничтожен» (англ. Frankenstein Must Be Destroyed) — фильм ужасов. Рейтинг этого фильма получил PG•13 — детям до 13 лет смотреть нежелательно.

## Сюжет
Доктор Брандт (Георг Правда) находится под началом барона Франкенштейна (Питер Кушинг), у которого он учится трансплантации мозга. Благодаря своим знаниям он теряет рассудок. Его отправляют в закрытый институт в городе Анштальт. Барон Франкенштейн намерен излечить Брандта от его духовной болезни, хотя тот смертельно болен. Но Франкенштейн дожидается смерти доктора и пересаживает его мозг в голову ненавистного ему профессора Рихтера (Фредди Джонс). Пациент просыпается после операции и Франкенштейн оказывается в ловушке. «Ты должен выбрать, Франкештейн, — произносит монстр — пламя или полиция». Оба погибают в горящем здании….
Это пятый фильм «Хаммеровской» саги о Франкенштейне, и четвёртый снятый бессменным кинохудожником студии Теренсом Фишером. Барон, до сих пор представавший как вполне импозантный негодяй, выступает здесь настоящим матерым преступником, расчетливым и безжалостным, готовым на все лишь бы узнать тайну консервирования мозгов. Впервые проясняется его национальность: в версии «Хаммер» Франкенштейн — судетский немец.
Любопытно отметить, что сцена изнасилования Франкенштейном Анны в оригинальном сценарии отсутствовала, она была добавлена в ущерб нескольким сценам с полицейским уже после съемок фильма — руководство в лице директора студии Майкла Каррераса сочло, что картине не достает пикантности, а образы Терлоу Уолтерса и Виндзора Дэвиса натянуты и неинтересны. Это не только оборвало сюжетную линию расследования, оставив логический пробел, но и послужило причиной ухода обоих актеров со студии. Против сексуальных сцен были как сами актеры, так и режиссёр Теренс Фишер, но Каррерас настоял на своем, заявив, что иначе американские дистрибьюторы не пустят фильм в прокат по США и это прямо отразиться на их гонорарах. Кушинг, джентльмен в жизни и на экране, официально извинился перед Вероникой Карлсон как за себя, так и за продюсеров. Теренс Фишер решил сцену так, что насилие только подразумевается, но не показывается в подробностях — по существу, Кушинг просто рвет на Карлсон платье, угрожающе склонившись к ней. В некоторых изданиях фильма эту сцену вырезают.

## В ролях
- Питер Кушинг — барон Франкенштейн
- Вероника Карлсон — Анна
- Фредди Джонс — Профессор Рихтер / Чудовище Франкенштейна
- Саймон Уорд — доктор Карл Хольт
- Терлоу Уолтерс — инспектор Фрич
- Винзор Дэвис — сержант
- Максин Олдли — Элла Бранд